# ممرضة متمرسة لصحة المرأة
ممرضة متمرسة لصحة المرأة هي ممرضة متخصصة في الرعاية الصحية المستمرة والشاملة للنساء طوال العمر، مع التركيز على الظروف الفريدة للنساء من الحيض خلال الفترة المتبقية من حياتهن.

## التعليم وشهادة المجلس
بعد التحضير التعليمي على مستوى الماجستير أو الدكتوراه، يجب أن تصبح الممرضة المتمرسة لصحة المرأة معتمدة من قبل هيئة اعتماد معتمدة. يجب الحفاظ على شهادة المجلس من خلال الحصول على اعتمادات تعليم التمريض المستمر. في الولايات المتحدة، يتم تقديم شهادة المجلس من خلال شركة الشهادات الوطنية.

## نطاق الممارسة
تقدم الممرضة مجموعة من خدمات الرعاية الصحية الحادة والمزمنة والوقائية:
- الحصول على تاريخ صحي ذي صلة، بما في ذلك تاريخ شامل للتوليد وأمراض النساء، مع التركيز على الاختلافات القائمة على نوع الجنس.
- إجراء فحوصات بدنية كاملة أو نظامية أو موجهة للأعراض على النساء، بما في ذلك حالات: احتياجات التوليد وأمراض النساء التي تشمل الحمل والظروف الحميدة والخبيثة النسائية ووسائل منع الحمل، والعدوى المنقولة جنسيًا، والعقم، وفترة ما قبل انقطاع الطمث، سن اليأس.
- تقييم وتشخيص وعلاج صحة الأم والجنين وحالات الحمل عالية الخطورة والاكتئاب ومضاعفات الحمل، ما بعد الولادة.
- تقييم وتشخيص وعلاج عوامل خطر المرض الخاصة بالمرأة.
- تمييز الفروق بين الجنسين في العرض والتقدم في المشاكل الصحية والاستجابات للعوامل الدوائية والعلاجات الأخرى.
- تقييم المخاطر الصحية البيئية والفيزيائية الاجتماعية، بما في ذلك المواد المسعرة، التي تؤثر على الإنجاب.
- تقييم أدلة عن عنف الشريك الحميم والاعتداء الجنسي وتعاطي المخدرات.
- تقييم وتشخيص وعلاج القضايا المتعلقة بالجنس.
- تقييم السلوك والمهارات الأبوية وتعزيز الانتقال السلس لتغيير الأدوار.
- تقييم وتشخيص وعلاج احتياجات أو مشاكل الصحة الإنجابية المختارة لدى الشركاء الذكور، مثل الأمراض التي تنتقل بالاتصال الجنسي ومنع الحمل والعقم.
- تقييم المخاطر الجينية ويشير، حسب الحاجة، للاختبار والاستشارة.
- التعاون مع مقدمي الرعاية الصحية الآخرين لإدارة أو إحالة حالات الحمل عالية الخطورة.
- تنفيذ إجراءات الرعاية الأولية، بما في ذلك مسحة عنق الرحم، والفحص المجهري، واختبارات ما بعد الجماع، وإدخال اللولب الرحمي (لولب هرموني)، وخزعات بطانة الرحم.
- توفير الإدارة والتعليم للنساء والرجال المحتاجين لتنظيم الأسرة وتحديد النسل.

## انظر ايضًا
- صحة المرأة.